# Liste der Naturdenkmale in Schwegenheim
Die Liste der Naturdenkmale in Schwegenheim nennt die im Gemeindegebiet von Schwegenheim ausgewiesenen Naturdenkmale (Stand 17. April 2013).

## Naturdenkmale
| Nr.         | Bezeichnung              | Lage                                                       | Beschreibung                   | Bild                                    |
| ----------- | ------------------------ | ---------------------------------------------------------- | ------------------------------ | --------------------------------------- |
| ND-7334-213 | Birnbaum in Niederzehent | nordöstlich des Ortes; Flur Niederzehent Lage              | Pyrus sp.                      | Direkt Bild zu diesem Denkmal hochladen |
| ND-7334-216 | Salzleckeiche            | nordöstlich des Ortes; Abteilung Im weitesten Hellert Lage | Quercus robur, um 1860 gekeimt | Direkt Bild zu diesem Denkmal hochladen |

## Ehemalige Naturdenkmale
| Nr.         | Bezeichnung                        | Lage                              | Beschreibung                                | Bild                                    |
| ----------- | ---------------------------------- | --------------------------------- | ------------------------------------------- | --------------------------------------- |
| ND-7334-206 | Linde vor der evangelischen Kirche | Neustadter Straße, vor Nr. 4 Lage | Tilia sp.; Rechtsverordnung 2009 aufgehoben | Direkt Bild zu diesem Denkmal hochladen |